# Fangale'ounga
Fangale'ounga es una localidad del distrito de Foa, en Tonga. Tiene una población de 160 habitantes en 2021.